# HaKokhav HaBa 2024
Die zehnte Staffel der israelischen Castingshow HaKokhav HaBa (hebräisch הכוכב הבא, dt.: Der nächste Star) wurde seit dem 20. November 2023 auf dem Privatsender Keshet12 ausgestrahlt. In Zusammenarbeit mit dem öffentlichen Fernsehen Kan war sie die Vorentscheidung zum Eurovision Song Contest 2024 in Malmö (Schweden). Eden Golan gewann das Finale am 6. Februar 2024 und erhielt damit das Recht, Israel zu vertreten.

## Auswirkungen des Kriegs in Israel und Gaza 2023
Nach dem Terrorangriff der Hamas auf Israel Anfang Oktober 2023 wurde die Produktion der Sendung auf Anweisung des Heimatfront-Kommandos zunächst ausgesetzt, wenig später jedoch wieder aufgenommen. Keshet kündigte daraufhin den Beginn der Ausstrahlung für den 31. Oktober an. Diese Entscheidung des Senders wurde vor dem Hintergrund des anhaltenden Kriegszustandes von israelischen Medien teils heftig kritisiert. Wenige Stunden vor Beginn der ersten Ausgabe wurde die Ausstrahlung jedoch erneut verschoben, da zwei israelische Soldaten im Gazastreifen getötet worden waren.
Die Staffel begann schließlich am 20. November. Sie wird nun von Keshet als „Sonderausgabe“ vermarktet, die die Israelischen Verteidigungsstreitkräfte unterstützen soll. Unter anderem wird Videomaterial der Armee in den Sendungen eingespielt und in der ersten Ausgabe trat die Kandidatin Shai Tamino, die dem Militär angehört, in Uniform auf.

## Auswahl des Songs
Während die Vorentscheidung ausschließlich auf die Ermittlung des Interpreten zugeschnitten ist, wird dessen Song für den Eurovision Song Contest intern durch den Fernsehsender Kan ausgewählt. Hierfür wird ausgewählten Komponisten bis zum 11. Februar Zeit gegeben, entsprechende Lieder einzureichen. Dabei gilt die Voraussetzungen, dass der Text auch zumindest Teilen in hebräischer Sprache enthalten soll. Der ausgewählte Song soll dann im März in einer Kan-Sondersendung bekanntgegeben und präsentiert werden.

## Format

### Konzept
Am 5. Juni 2023 bestätigte die Israeli Public Broadcasting Corporation (IPBC) seine Teilnahme am Eurovision Song Contest 2024. Gleichzeitig gab man bekannt, dass die Castingshow HaKokhav Haba, wie schon in den Jahren 2015 bis 2020, als nationalen Vorentscheid genutzt werden soll.
Das öffentliche Casting für die Show fand am 10. September 2023 im Tel Aviv Convention Center statt. Teilnehmer müssen, entsprechend den Regularien des Eurovision Song Contests, älter als 16 Jahre sein. Beim Casting wurden zwei Lieder A cappella vorgetragen. Die Produktionsfirma wählte aus den dortigen Kandidaten eine noch ungenannte Zahl an Teilnehmern für die tatsächliche Show aus.
Die Abstimmung in den Auditions wird bei HaKokhav HaBa normalerweise zu 60 % von der Jury und zu 40 % vom Studiopublikum vorgenommen. Da die Aufzeichnung aufgrund der Sicherheitslage ohne Publikum stattfinden muss, wurde dieses durch eine Fokusgruppe ersetzt.

### Jury
Die Jury wurde am 25. Juni 2023 bekanntgegeben und besteht aus:
- Eden Hason
- Shiri Maimon
- Itay Levy
- Assaf Amdorsky
- Ran Danker
- Keren Peles

### Moderation
Die Sendung wird wie in den Vorjahren von Assi Azar und Rotem Sela moderiert.

## Auditions
Um sich für die nächste Runde qualifizieren zu können, musste ein Kandidaten mindestens 70 % der Fokusgruppe erreichen.

### Erste Audition
Die erste Audition fand am 20. November 2023 statt. Folgende Interpreten nahmen daran teil:
| Startnr. | Interpret     | Lied                  | Juryvoting | Juryvoting | Juryvoting | Juryvoting | Juryvoting | Juryvoting | Fokusgruppe |
| Startnr. | Interpret     | Lied                  | A.A.       | E.H.       | K.P.       | I.L.       | R.D.       | S.M.       | Fokusgruppe |
| -------- | ------------- | --------------------- | ---------- | ---------- | ---------- | ---------- | ---------- | ---------- | ----------- |
| 1        | Shay Tamino   | Ulai                  | Ja         | Ja         | Ja         | Ja         | Ja         | Ja         | 85 %        |
| 2        | Lian Biran    | Anyone                | Ja         | Ja         | Ja         | Ja         | Ja         | Ja         | 97 %        |
| 3        | Eliya Sharabi | Le-ehov otakh kol yom | Nein       | Ja         | Ja         | Ja         | Nein       | Ja         | 56 %        |
| 4        | Eden Golan    | Rise Up               | Ja         | Ja         | Ja         | Ja         | Ja         | Ja         | 100 %       |

 Kandidat hat sich für die nächste Runde qualifiziert

### Zweite Audition
Die zweite Audition sollte ursprünglich am 22. November 2023 stattfinden, musste jedoch verschoben werden. Sie wurde schließlich am 2. Dezember abgehalten.
| Startnr. | Interpret       | Lied             | Juryvoting | Juryvoting | Juryvoting | Juryvoting | Juryvoting | Juryvoting | Fokusgruppe |
| Startnr. | Interpret       | Lied             | A.A.       | E.H.       | K.P.       | I.L.       | R.D.       | S.M.       | Fokusgruppe |
| -------- | --------------- | ---------------- | ---------- | ---------- | ---------- | ---------- | ---------- | ---------- | ----------- |
| 1        | Moriya Angel    | Rise Up          | Ja         | Ja         | Ja         | Ja         | Ja         | Ja         | 96 %        |
| 2        | Jonathan Bitton | Kakha Zeh        | Ja         | Ja         | Ja         | Ja         | Ja         | Ja         | 86 %        |
| 3        | Malka Bernstein | Lo LeFakhed Klal | Nein       | Nein       | Ja         | Ja         | Ja         | Nein       | 45 %        |
| 4        | Arik Sinai      | Shamayim         | Ja         | Ja         | Ja         | Ja         | Ja         | Ja         | 90 %        |

 Kandidat hat sich für die nächste Runde qualifiziert

### Dritte Audition
Die dritte Audition fand am 3. Dezember 2023 statt. Folgende Interpreten nahmen daran teil:
| Startnr. | Interpret         | Lied               | Juryvoting | Juryvoting | Juryvoting | Juryvoting | Juryvoting | Juryvoting | Fokusgruppe |
| Startnr. | Interpret         | Lied               | A.A.       | E.H.       | K.P.       | I.L.       | R.D.       | S.M.       | Fokusgruppe |
| -------- | ----------------- | ------------------ | ---------- | ---------- | ---------- | ---------- | ---------- | ---------- | ----------- |
| 1        | Shauli Greenlick  | Atalef Iver        | Nein       | Ja         | Ja         | Ja         | Ja         | Ja         | 83 %        |
| 2        | Michelle Shimonov | When We Were Young | Ja         | Ja         | Ja         | Ja         | Ja         | Ja         | 88 %        |
| 3        | Ido Bartal        | Lekh Lishon        | Nein       | Ja         | Ja         | Ja         | Ja         | Ja         | 80 %        |
| 4        | Ofri Maduel       | HaKol Ad LeKhan    | Nein       | Ja         | Nein       | Ja         | Ja         | Ja         | 55 %        |
| 5        | Adel Zeltzer      | Mikhal             | Nein       | Ja         | Ja         | Ja         | Ja         | Ja         | 87 %        |

 Kandidat hat sich für die nächste Runde qualifiziert
 Kandidat verstorben

### Vierte Audition
Die vierte Audition fand am 6. Dezember 2023 statt. Folgende Interpreten nahmen daran teil:
| Startnr. | Interpret       | Lied                | Juryvoting | Juryvoting | Juryvoting | Juryvoting | Juryvoting | Juryvoting | Fokusgruppe |
| Startnr. | Interpret       | Lied                | A.A.       | E.H.       | K.P.       | I.L.       | R.D.       | S.M.       | Fokusgruppe |
| -------- | --------------- | ------------------- | ---------- | ---------- | ---------- | ---------- | ---------- | ---------- | ----------- |
| 1        | Orel Ravid      | Ab HaRakhman        | Nein       | Ja         | Ja         | Ja         | Ja         | Ja         | 87 %        |
| 2        | Liran Ben Moshe | Shnye Yeladim BaOla | Ja         | Nein       | Ja         | Ja         | Ja         | Ja         | 75 %        |
| 3        | Noya Shrem      | We're Good          | Ja         | Ja         | Nein       | Ja         | Ja         | Ja         | 70 %        |
| 4        | Shalev Admoni   | Osa Li Tzarot       | Nein       | Ja         | Nein       | Nein       | Ja         | Nein       | 42 %        |
| 5        | Mika Moshe      | Khazaka Yoter       | Nein       | Ja         | Ja         | Ja         | Ja         | Ja         | 79 %        |

 Kandidat hat sich für die nächste Runde qualifiziert

### Fünfte Audition
Die fünfte Audition fand am 10. Dezember 2023 statt. Folgende Interpreten nahmen daran teil:
| Startnr. | Interpret     | Lied             | Juryvoting | Juryvoting | Juryvoting | Juryvoting | Juryvoting | Juryvoting | Fokusgruppe |
| Startnr. | Interpret     | Lied             | A.A.       | E.H.       | K.P.       | I.L.       | R.D.       | S.M.       | Fokusgruppe |
| -------- | ------------- | ---------------- | ---------- | ---------- | ---------- | ---------- | ---------- | ---------- | ----------- |
| 1        | Malki Lipsker | Another Love     | Ja         | Ja         | Ja         | Ja         | Ja         | Ja         | 95 %        |
| 2        | Raz Levi      | Yeled HaSadeh    | Nein       | Nein       | Ja         | Ja         | Nein       | Ja         | 53 %        |
| 3        | Dor Shimon    | Akharei Hanezakh | Ja         | Ja         | Ja         | Ja         | Ja         | Ja         | 94 %        |
| 4        | Yehuda Saado  | Angles           | Nein       | Ja         | Ja         | Ja         | Ja         | Ja         | 73 %        |

 Kandidat hat sich für die nächste Runde qualifiziert

### Sechste Audition
Die sechste Audition fand am 17. Dezember statt. Folgende Interpreten nahmen daran teil:
| Startnr. | Interpret      | Lied            | Juryvoting | Juryvoting | Juryvoting | Juryvoting | Juryvoting | Juryvoting | Fokusgruppe |
| Startnr. | Interpret      | Lied            | A.A.       | E.H.       | K.P.       | I.L.       | R.D.       | S.M.       | Fokusgruppe |
| -------- | -------------- | --------------- | ---------- | ---------- | ---------- | ---------- | ---------- | ---------- | ----------- |
| 1        | Noa Aharon     | Mangina         | Ja         | Ja         | Ja         | Ja         | Ja         | Ja         | 94 %        |
| 2        | Zohar Zacharov | LaTzet MiDikaon | Nein       | Ja         | Ja         | Ja         | Ja         | Ja         | 81 %        |
| 3        | Or Giny        | Hero            | Nein       | Nein       | Nein       | Ja         | Ja         | Ja         | 55 %        |
| 4        | Libi Naftali   | Unicorn         | Nein       | Ja         | Ja         | Ja         | Ja         | Ja         | 82 %        |

 Kandidat hat sich für die nächste Runde qualifiziert

### Siebte Audition
Die siebte Audition fand am 18. Dezember statt. Folgende Interpreten nahmen daran teil:
| Startnr. | Interpret   | Lied                | Juryvoting | Juryvoting | Juryvoting | Juryvoting | Juryvoting | Juryvoting | Fokusgruppe |
| Startnr. | Interpret   | Lied                | A.A.       | E.H.       | K.P.       | I.L.       | R.D.       | S.M.       | Fokusgruppe |
| -------- | ----------- | ------------------- | ---------- | ---------- | ---------- | ---------- | ---------- | ---------- | ----------- |
| 1        | Mika Kertis | All I Want          | Nein       | Ja         | Ja         | Ja         | Ja         | Ja         | 87 %        |
| 2        | Israel Levi | Yesh Ein Sof        | Nein       | Ja         | Ja         | Ja         | Ja         | Ja         | 78 %        |
| 3        | Frida Uziel | Tzipor Bli Shamayim | Ja         | Nein       | Ja         | Ja         | Ja         | Nein       | 57 %        |
| 4        | Eitan Jorno | Jealous             | Ja         | Ja         | Ja         | Ja         | Ja         | Ja         | 90 %        |
| 5        | Romi Netz   | My Future           | Ja         | Nein       | Ja         | Ja         | Ja         | Ja         | 78 %        |

 Kandidat hat sich für die nächste Runde qualifiziert

### Achte Audition
Die achte Audition fand am 20. Dezember statt. Folgende Interpreten nahmen daran teil:
| Startnr. | Interpret     | Lied                         | Juryvoting | Juryvoting | Juryvoting | Juryvoting | Juryvoting | Juryvoting | Fokusgruppe |
| Startnr. | Interpret     | Lied                         | A.A.       | E.H.       | K.P.       | I.L.       | R.D.       | S.M.       | Fokusgruppe |
| -------- | ------------- | ---------------------------- | ---------- | ---------- | ---------- | ---------- | ---------- | ---------- | ----------- |
| 1        | Or Cohen      | Nakhon LeHaYom               | Nein       | Ja         | Ja         | Ja         | Ja         | Ja         | 87 %        |
| 2        | Gal Kafri     | She’s Always A Woman         | Nein       | Ja         | Ja         | Ja         | Ja         | Ja         | 78 %        |
| 3        | Frida Uziel   | Akharei HaNetzakh            | Nein       | Ja         | Nein       | Ja         | Ja         | Nein       | 57 %        |
| 4        | Tahel Perry   | Stone Cold                   | Ja         | Ja         | Ja         | Ja         | Ja         | —          | 90 %        |
| 5        | Tamar Ben-Zvi | While My Guitar Gently Weeps | Nein       | Ja         | Ja         | Ja         | Ja         | Ja         | 78 %        |

 Kandidat hat sich für die nächste Runde qualifiziert

### Neunte Audition
Die neunte Audition fand am 25. Dezember statt. Folgende Interpreten nahmen daran teil:
| Startnr. | Interpret       | Lied            | Juryvoting | Juryvoting | Juryvoting | Juryvoting | Juryvoting | Juryvoting | Fokusgruppe |
| Startnr. | Interpret       | Lied            | A.A.       | E.H.       | K.P.       | I.L.       | R.D.       | S.M.       | Fokusgruppe |
| -------- | --------------- | --------------- | ---------- | ---------- | ---------- | ---------- | ---------- | ---------- | ----------- |
| 1        | Mishel Cohen    | Ksheat Atzuva   | Ja         | Ja         | Ja         | Ja         | Ja         | Ja         | 88 %        |
| 2        | Itay Ben Shalom | Hay Shketa      | Nein       | Ja         | Ja         | Ja         | Nein       | Ja         | 70 %        |
| 3        | Anael Bender    | How Far I’ll Go | Nein       | Ja         | Ja         | Ja         | Nein       | Nein       | 68 %        |
| 4        | Roman Belov     | Believer        | Ja         | Ja         | Nein       | Nein       | Ja         | Ja         | 72 %        |
| 5        | Sharon Kidushin | HaKol Boer      | Ja         | Ja         | Ja         | Ja         | Ja         | Ja         | 79 %        |

 Kandidat hat sich für die nächste Runde qualifiziert

### Zehnte Audition
Die zehnte Audition fand am 27. Dezember statt. Folgende Interpreten nahmen daran teil:
| Startnr. | Interpret     | Lied                   | Juryvoting | Juryvoting | Juryvoting | Juryvoting | Juryvoting | Juryvoting | Fokusgruppe |
| Startnr. | Interpret     | Lied                   | A.A.       | E.H.       | K.P.       | I.L.       | R.D.       | S.M.       | Fokusgruppe |
| -------- | ------------- | ---------------------- | ---------- | ---------- | ---------- | ---------- | ---------- | ---------- | ----------- |
| 1        | Tal Sofer     | Dancing with the Devil | Ja         | Ja         | Ja         | Ja         | Ja         | Ja         | 96 %        |
| 2        | Yosef Avraham | Yekhefim               | Nein       | Ja         | Ja         | Ja         | Ja         | Ja         | 71 %        |
| 3        | Ofri Atias    | Kol Shana Yesh April   | Nein       | Ja         | Ja         | Ja         | —          | Nein       | 49 %        |
| 4        | Gal Juma      | Flowers                | Ja         | Ja         | Nein       | Ja         | Ja         | Ja         | 71 %        |
| 5        | May Naftali   | Somewhere Only We Know | Nein       | Ja         | Ja         | Ja         | Ja         | —          | 78 %        |

 Kandidat hat sich für die nächste Runde qualifiziert
1. 1 2 3  Abwesend

## Auswahl der besten 14
Am 31. Dezember 2023 wurde die Vorauswahl der besten 14 ausgestrahlt. Kandidaten, die in den Auditions ein Ja von allen sechs Juroren erhalten hatten, waren bereits automatisch für die Runde der besten 14 qualifiziert. Kandidaten, die vier oder fünf Ja-Stimmen von Juroren erhalten hatten, mussten sich in dieser Runde erneut den Juroren stellen. Folgende Kandidaten wurden ausgewählt:
- Lian Biran
- Eden Golan
- Aric Sinai
- Yehuda Saado
- Shai Tamino
- Ido Bartal
- Mika Moshe
- Jonathan Bitton
- Mika Kertis
- Dor Shimon
- Or Cohen
- Gal Kafri
- Moria Angel
- Orel Ravid

## Runde der besten 14
In den Shows der Runde der besten 14 schied jeweils ein Kandidat aus. Für die einzelnen Shows wurden unterschiedliche Darbietungs- und Abstimmungsformen gewählt. So wurden in der ersten, zweiten und sechsten Show von jedem Interpreten jeweils ein Lied vorgetragen. Der Interpret mit dem niedrigsten Zustimmungswert der Fokusgruppe schied aus. Ähnlich verhielt es sich in der achten Show, bei der jeder Interpret seinen Song mit einem Gastkünstler performte. In der dritten, vierten, siebten und neunten Show standen sich jeweils zwei Kandidaten im Duell gegenüber: Der Kandidat mit dem größeren Zustimmungswert der Fokusgruppe wurde direkt in die nächste Runde gewählt; unter den verbliebenen Kandidaten „rettete“ die Jury dann so viele, dass genau ein ausscheidender Kandidat übrig blieb. In der fünften Runde sangen jeweils zwei Kandidaten einen Song gemeinsam als Duett. Die Teilnehmer der Duette mit den höchsten Zustimmungswerten der Fokusgruppe qualifizierten sich direkt für die nächste Runde, unter den Teilnehmern des Duells mit dem niedrigsten Zustimmungswert entschied die Jury, wer den Wettbewerb verlassen musste.

### Erste Show
In der ersten Show der Runde der besten 14 treten sieben Kandidaten an. Der Kandidat mit der niedrigsten Gesamtwertung schied aus. Die erste Show der Runde der besten 14 fand am 3. Januar 2024 statt. Folgende Künstler nahmen daran teil:
| Startnr. | Interpret       | Lied               | Juryvoting | Juryvoting | Juryvoting | Juryvoting | Juryvoting | Juryvoting | Fokusgruppe |
| Startnr. | Interpret       | Lied               | A.A.       | E.H.       | K.P.       | I.L.       | R.D.       | S.M.       | Fokusgruppe |
| -------- | --------------- | ------------------ | ---------- | ---------- | ---------- | ---------- | ---------- | ---------- | ----------- |
| 1        | Mika Moshe      | LaTet VeLaKakhat   | Ja         | Ja         | Ja         | Ja         | Ja         | Ja         | 96 %        |
| 2        | Or Cohen        | Creep              | Ja         | Ja         | Ja         | Ja         | Ja         | Ja         | 94 %        |
| 3        | Jonathan Bitton | Af Ekhad Lo Ba Li  | Nein       | Nein       | Ja         | Ja         | Ja         | Ja         | 65 %        |
| 4        | Moria Angel     | Listen             | Nein       | Nein       | Ja         | Nein       | Ja         | Nein       | 50 %        |
| 5        | Dor Shimon      | Yareakh            | Nein       | Ja         | Ja         | Nein       | Nein       | Ja         | 60 %        |
| 6        | Gal Kafri       | Shir Lalma         | Nein       | Nein       | Nein       | Nein       | Nein       | Ja         | 41 %        |
| 7        | Eden Golan      | Ain’t No Other Man | Ja         | Ja         | Ja         | Ja         | Nein       | Ja         | 85 %        |

 Kandidat hat sich für die nächste Runde qualifiziert

### Zweite Show
Die zweite Show der Runde der besten 14 fand am 7. Januar 2024 statt. Folgende Künstler nahmen daran teil.
| Startnr. | Interpret    | Lied                          | Juryvoting | Juryvoting | Juryvoting | Juryvoting | Juryvoting | Juryvoting | Fokusgruppe |
| Startnr. | Interpret    | Lied                          | A.A.       | E.H.       | K.P.       | I.L.       | R.D.       | S.M.       | Fokusgruppe |
| -------- | ------------ | ----------------------------- | ---------- | ---------- | ---------- | ---------- | ---------- | ---------- | ----------- |
| 1        | Lian Biran   | Someone You Loved             | Ja         | Ja         | Ja         | Ja         | Ja         | Ja         | 93 %        |
| 2        | Ido Bartal   | LeEhov Otakh Kol Yom / Yasmin | Nein       | Ja         | Ja         | Nein       | Ja         | Ja         | 67 %        |
| 3        | Shai Tamino  | Paam At Layla                 | Ja         | Ja         | Ja         | Ja         | Ja         | Nein       | 84 %        |
| 4        | Yehuda Saado | Merov Ahava Shotek            | Nein       | Nein       | Nein       | Ja         | Ja         | Ja         | 50 %        |
| 5        | Orel Ravid   | Kol Kakh Harebh Shirim        | Ja         | Ja         | Ja         | Ja         | Ja         | Ja         | 95 %        |
| 6        | Mika Kertis  | Scars to Your Beautiful       | Ja         | Ja         | Ja         | Ja         | Nein       | Nein       | 72 %        |
| 7        | Aric Sinai   | Gara Mul HaMayim              | Ja         | Ja         | Ja         | Ja         | Ja         | Ja         | 91 %        |

 Kandidat hat sich für die nächste Runde qualifiziert

### Dritte Show (Duellrunde)
In den Duellrunden traten jeweils zwei Teilnehmer direkt gegeneinander an. Der Sieger des Duells stieg fix in die nächste Runde auf. Zwei der Duellverlierer wurden durch Juryentscheid „gerettet“ und stiegen ebenfalls eine Runde auf. Die erste Duellrunde fand am 10. Januar 2024 statt. Folgende Künstler nahmen daran teil:
| Duell | Startnr. | Interpret   | Lied                       | Juryvoting | Juryvoting | Juryvoting | Juryvoting | Juryvoting | Juryvoting | Fokusgruppe |
| Duell | Startnr. | Interpret   | Lied                       | A.A.       | E.H.       | K.P.       | I.L.       | R.D.       | S.M.       | Fokusgruppe |
| ----- | -------- | ----------- | -------------------------- | ---------- | ---------- | ---------- | ---------- | ---------- | ---------- | ----------- |
| 1     | 1        | Or Cohen    | Hopelessly Devoted to You  | Ja         | Ja         | Ja         | Ja         | Ja         | Ja         | 93 %        |
| 1     | 2        | Mika Moshe  | Tamid Yekhaku LeKha        | Ja         | Nein       | Ja         | Ja         | Ja         | Ja         | 86 %        |
| 2     | 3        | Mika Kertis | Mad World                  | Ja         | Ja         | Ja         | Nein       | Nein       | Nein       | 59 %        |
| 2     | 4        | Orel Ravid  | Yesh Li Sikuy              | Ja         | Ja         | Ja         | Ja         | Ja         | Ja         | 96 %        |
| 3     | 5        | Lian Biran  | Can’t Help Falling in Love | Ja         | Ja         | Ja         | Ja         | Ja         | Ja         | 95 %        |
| 3     | 6        | Eden Golan  | HaLev Sheli                | Ja         | Ja         | Ja         | Ja         | Ja         | Ja         | 96 %        |

 Kandidat hat sich für die nächste Runde qualifiziert
 Kandidat wurde durch die Jury „gerettet“

### Vierte Show (Duellrunde)
Die zweite Duellrunde fand am 14. Januar 2024 statt. Folgende Künstler nahmen daran teil:
| Duell | Startnr. | Interpret       | Lied                                    | Juryvoting | Juryvoting | Juryvoting | Juryvoting | Juryvoting | Juryvoting | Fokusgruppe |
| Duell | Startnr. | Interpret       | Lied                                    | A.A.       | E.H.       | K.P.       | I.L.       | R.D.       | S.M.       | Fokusgruppe |
| ----- | -------- | --------------- | --------------------------------------- | ---------- | ---------- | ---------- | ---------- | ---------- | ---------- | ----------- |
| 1     | 1        | Jonathan Bitton | Zan Nadir                               | Ja         | Ja         | Ja         | Ja         | Ja         | Ja         | 92 %        |
| 1     | 2        | Dor Shimon      | Tipat Mazal                             | Ja         | Ja         | Ja         | Ja         | Nein       | Ja         | 80 %        |
| 2     | 3        | Shai Tamino     | Fix You                                 | Nein       | Nein       | Ja         | Ja         | Ja         | Nein       | 66 %        |
| 2     | 4        | Moria Angel     | (You Make Me Feel Like) A Natural Woman | Nein       | Ja         | Ja         | Ja         | Ja         | Ja         | 82 %        |
| 3     | 5        | Ido Bartal      | LiFamim                                 | Nein       | Ja         | Ja         | Ja         | Ja         | Ja         | 75 %        |
| 3     | 6        | Aric Sinai      | Shir Prida                              | Ja         | Ja         | Ja         | Ja         | Ja         | Ja         | 87 %        |

 Kandidat hat sich für die nächste Runde qualifiziert
 Kandidat wurde durch die Jury „gerettet“

### Fünfte Show (Duettrunde)
Für die fünfte Show am 17. Januar 2024 bildeten jeweils zwei Teilnehmer ein Team und trugen gemeinsam ein Duett vor. Die Jury wählte zwischen den beiden Interpreten letztplatzierten Duetts aus, wer in die nächste Runde gelangt.
| Duett | Startnr. | Interpret       | Lied                  | Juryvoting | Juryvoting | Juryvoting | Juryvoting | Juryvoting | Juryvoting | Fokusgruppe |
| Duett | Startnr. | Interpret       | Lied                  | A.A.       | E.H.       | K.P.       | I.L.       | R.D.       | S.M.       | Fokusgruppe |
| ----- | -------- | --------------- | --------------------- | ---------- | ---------- | ---------- | ---------- | ---------- | ---------- | ----------- |
| 1     | 1        | Mika Moshe      | Yeladim Shel HaKhayim | Nein       | Ja         | Ja         | Nein       | Ja         | Ja         | 73,58 %     |
| 1     | 1        | Orel Ravid      | Yeladim Shel HaKhayim | Nein       | Ja         | Ja         | Nein       | Ja         | Ja         | 73,58 %     |
| 2     | 2        | Dor Shimon      | Skharkhoret/Badad     | Nein       | Ja         | Ja         | Ja         | Nein       | Ja         | 73,71 %     |
| 2     | 2        | Jonathan Bitton | Skharkhoret/Badad     | Nein       | Ja         | Ja         | Ja         | Nein       | Ja         | 73,71 %     |
| 3     | 3        | Eden Golan      | If I Aint Got You     | Ja         | Ja         | Ja         | Ja         | Ja         | Ja         | 93 %        |
| 3     | 3        | Or Cohen        | If I Aint Got You     | Ja         | Ja         | Ja         | Ja         | Ja         | Ja         | 93 %        |
| 4     | 4        | Lian Biran      | Imagine               | Nein       | Nein       | Nein       | Nein       | Ja         | Nein       | 29 %        |
| 4     | 4        | Moria Angel     | Imagine               | Nein       | Nein       | Nein       | Nein       | Ja         | Nein       | 29 %        |
| 5     | 5        | Aric Sinai      | LiFnei SheYigamer     | Nein       | Ja         | Ja         | Ja         | Nein       | Ja         | 77 %        |
| 5     | 5        | Shai Tamino     | LiFnei SheYigamer     | Nein       | Ja         | Ja         | Ja         | Nein       | Ja         | 77 %        |

 Kandidat hat sich für die nächste Runde qualifiziert
 Kandidat wurde durch die Jury „gerettet“

### Sechste Show
Die sechste Show fand am 21. Januar 2024 statt. Folgende Künstler nahmen daran teil:
| Startnr. | Interpret       | Lied                   | Juryvoting | Juryvoting | Juryvoting | Juryvoting | Juryvoting | Juryvoting | Fokusgruppe |
| Startnr. | Interpret       | Lied                   | A.A.       | E.H.       | K.P.       | I.L.       | R.D.       | S.M.       | Fokusgruppe |
| -------- | --------------- | ---------------------- | ---------- | ---------- | ---------- | ---------- | ---------- | ---------- | ----------- |
| 1        | Or Cohen        | Take Me To Church      | Nein       | Ja         | Ja         | Ja         | Ja         | Ja         | 86 %        |
| 2        | Shai Tamino     | Ma Ata Rotzeh Mimeni   | Nein       | Ja         | Ja         | Ja         | Ja         | Ja         | 83 %        |
| 3        | Dor Shimon      | Am Yisrael Chai        | Ja         | Ja         | Ja         | Ja         | Ja         | Ja         | 88 %        |
| 4        | Mika Moshe      | ... Baby One More Time | Ja         | Ja         | Ja         | Ja         | Ja         | Ja         | 94 %        |
| 5        | Orel Ravid      | Absurd                 | Nein       | Ja         | Ja         | Ja         | Ja         | Ja         | 81 %        |
| 6        | Eden Golan      | The Climb              | Ja         | Ja         | Ja         | Ja         | Ja         | Ja         | 90 %        |
| 7        | Jonathan Bitton | Pakhad Elohim          | Ja         | Nein       | Ja         | Ja         | Nein       | Ja         | 62 %        |
| 8        | Lian Biran      | Af Akhat               | Nein       | Ja         | Ja         | Ja         | Ja         | Nein       | 68 %        |
| 9        | Aric Sinai      | Hallelujah             | Nein       | Nein       | Ja         | Ja         | Ja         | Ja         | 66 %        |

 Kandidat hat sich für die nächste Runde qualifiziert

### Siebte Show (Duellrunde)
Die siebte Show und dritte Duellrunde fand am 22. Januar 2024 statt. Folgende Künstler nahmen daran teil:
| Duell | Startnr. | Interpret   | Lied                       | Juryvoting | Juryvoting | Juryvoting | Juryvoting | Juryvoting | Juryvoting | Fokusgruppe |
| Duell | Startnr. | Interpret   | Lied                       | A.A.       | E.H.       | K.P.       | I.L.       | R.D.       | S.M.       | Fokusgruppe |
| ----- | -------- | ----------- | -------------------------- | ---------- | ---------- | ---------- | ---------- | ---------- | ---------- | ----------- |
| 1     | 1        | Mika Moshe  | Hey Tom                    | Ja         | Ja         | Ja         | Ja         | Ja         | Ja         | 97 %        |
| 1     | 2        | Dor Shimon  | Min nhar li mshiti         | Ja         | Ja         | Ja         | Ja         | Nein       | Ja         | 81 %        |
| 2     | 4        | Lian Biran  | Out Here On My Own         | Nein       | Ja         | Ja         | Ja         | Ja         | Ja         | 82 %        |
| 2     | 3        | Orel Ravid  | LeHaamin                   | Ja         | Nein       | Ja         | Ja         | Nein       | Nein       | 59 %        |
| 3     | 5        | Eden Golan  | Masterpiece                | Ja         | Ja         | Nein       | Ja         | Ja         | Ja         | 83 %        |
| 3     | 6        | Shai Tamino | Warrior                    | Ja         | Ja         | Ja         | Nein       | Ja         | Nein       | 73 %        |
| 4     | 7        | Or Cohen    | Lo Yadati SheTelkhi Mimeni | Ja         | Ja         | Ja         | Ja         | Ja         | Ja         | 94 %        |
| 4     | 8        | Aric Sinai  | Tagidi                     | Ja         | Ja         | Ja         | Ja         | Ja         | Ja         | 79 %        |

 Kandidat hat sich für die nächste Runde qualifiziert
 Kandidat wurde durch die Jury „gerettet“

### Achte Show
Die achte Show fand am 25. Januar 2024 statt. Jeder Interpret sang dabei ein Duett mit einem Gastkünstler. Folgende Künstler nahmen daran teil:
| Startnr. | Interpret   | Gastkünstler      | Lied              | Juryvoting | Juryvoting | Juryvoting | Juryvoting | Juryvoting | Juryvoting | Fokusgruppe |
| Startnr. | Interpret   | Gastkünstler      | Lied              | A.A.       | E.H.       | K.P.       | I.L.       | R.D.       | S.M.       | Fokusgruppe |
| -------- | ----------- | ----------------- | ----------------- | ---------- | ---------- | ---------- | ---------- | ---------- | ---------- | ----------- |
| 1        | Or Cohen    | Margalit Tzan'ani | Proud Mary        | Ja         | Ja         | Ja         | Ja         | Ja         | Ja         | 94 %        |
| 2        | Mika Moshe  | Netta             | Nigmar            | Ja         | Ja         | Ja         | Nein       | Ja         | Ja         | 86 %        |
| 3        | Dor Shimon  | Nasrin Kadri      | Ad Matay Elohay   | Nein       | Ja         | Ja         | Ja         | Ja         | Ja         | 79 %        |
| 4        | Eden Golan  | Valerie Hamaty    | Let It Be         | Ja         | Ja         | Ja         | Ja         | Ja         | Ja         | 92 %        |
| 5        | Shai Tamino | Roni Dalumi       | Yamim Shel Sheket | Ja         | Ja         | Ja         | Ja         | Ja         | Nein       | 72 %        |
| 6        | Lian Biran  | Tamir Grinberg    | All I Ask         | Nein       | Ja         | Nein       | Nein       | Ja         | Nein       | 56 %        |
| 7        | Aric Sinai  | Gali Atari        | Shuv              | Nein       | Nein       | Ja         | Nein       | Ja         | Ja         | 51 %        |

 Kandidat hat sich für die nächste Runde qualifiziert

### Neunte Show (Duellrunde)
Die neunte Show fand am 28. Januar 2024 als vierte Duellrunde statt. Folgende Künstler nahmen daran teil:
| Duell | Startnr. | Interpret   | Lied              | Juryvoting | Juryvoting | Juryvoting | Juryvoting | Juryvoting | Juryvoting | Fokusgruppe |
| Duell | Startnr. | Interpret   | Lied              | A.A.       | E.H.       | K.P.       | I.L.       | R.D.       | S.M.       | Fokusgruppe |
| ----- | -------- | ----------- | ----------------- | ---------- | ---------- | ---------- | ---------- | ---------- | ---------- | ----------- |
| 1     | 1        | Mika Moshe  | Yasmin            | Nein       | Ja         | Ja         | Ja         | Ja         | Ja         | 88 %        |
| 1     | 2        | Or Cohen    | Ilu Yakholti      | Nein       | Ja         | Ja         | Ja         | Ja         | Ja         | 75 %        |
| 2     | 3        | Dor Shimon  | Amen Al HaYeladim | Ja         | Nein       | Nein       | Nein       | Ja         | Ja         | 63 %        |
| 2     | 4        | Shai Tamino | I’ll Stand By You | Nein       | Nein       | Ja         | Ja         | Ja         | Ja         | 72 %        |
| 3     | 5        | Lian Biran  | Ima               | Nein       | Ja         | Ja         | Ja         | Ja         | Ja         | 82 %        |
| 3     | 6        | Eden Golan  | You Raise Me Up   | Ja         | Ja         | Ja         | Ja         | Ja         | Ja         | 94 %        |

 Kandidat hat sich für die Halbfinal-Runde qualifiziert
 Kandidat wurde durch die Jury „gerettet“

## Halbfinal-Runde
Die Halbfinalrunde bestand aus zwei Shows, in denen die Teilnehmer des Finales ausgewählt wurden.

### Erste Halbfinalshow
In der ersten Halbfinalshow am 29. Januar 2024 wurde ein fester Finalist ermittelt.  Die verbliebenen vier Teilnehmer zogen in das zweite Halbfinale ein.
| Startnr. | Interpret   | Lied            | Juryvoting | Juryvoting | Juryvoting | Juryvoting | Juryvoting | Juryvoting | Fokusgruppe |
| Startnr. | Interpret   | Lied            | A.A.       | E.H.       | K.P.       | I.L.       | R.D.       | S.M.       | Fokusgruppe |
| -------- | ----------- | --------------- | ---------- | ---------- | ---------- | ---------- | ---------- | ---------- | ----------- |
| 1        | Mika Moshe  | Umbrella        | Nein       | Ja         | Ja         | Ja         | Ja         | Ja         | 84 %        |
| 2        | Dor Shimon  | Meohav BaGeshem | Ja         | Ja         | Ja         | Ja         | Ja         | Ja         | 80 %        |
| 3        | Shai Tamino | LeOrekh HaYam   | Nein       | Nein       | Ja         | Ja         | Ja         | Nein       | 62 %        |
| 4        | Or Cohen    | Khomot Khemar   | Ja         | Ja         | Ja         | Ja         | Ja         | Ja         | 93 %        |
| 5        | Eden Golan  | Roar            | Ja         | Ja         | Ja         | Ja         | Ja         | Ja         | 88 %        |

 Kandidat hat sich für das Finale qualifiziert

### Zweite Halbfinalshow
In der zweiten Halbfinalshow wurden die drei übrigen Finalisten ermittelt. Das Halbfinale fand am 1. Februar 2024 statt.
| Startnr. | Interpret   | Lied            | Juryvoting | Juryvoting | Juryvoting | Juryvoting | Juryvoting | Juryvoting | Zuschauer | Gesamt |
| Startnr. | Interpret   | Lied            | A.A.       | E.H.       | K.P.       | I.L.       | R.D.       | S.M.       | Zuschauer | Gesamt |
| -------- | ----------- | --------------- | ---------- | ---------- | ---------- | ---------- | ---------- | ---------- | --------- | ------ |
| 1        | Mika Moshe  | Yesh Lakh Otakh | 10         | 10         | 10         | 12         | 10         | 10         | TBA       | TBA    |
| 3        | Shai Tamino | What About Us   | 8          | 7          | 8          | 7          | 7          | 7          | 7         | 51     |
| 2        | Dor Shimon  | KsheHalakhta    | 7          | 8          | 7          | 8          | 8          | 8          | 11        | 57     |
| 5        | Eden Golan  | Beautiful       | 12         | 12         | 12         | 10         | 12         | 12         | TBA       | TBA    |

 Kandidat hat sich für das Finale qualifiziert

## Finale
Das Finale fand am 6. Februar statt.

### Duellrunde
Zunächst traten die Finalteilnehmer in Duellen gegeneinander an. Die beiden Teilnehmer mit den meisten Stimmen zogen in die Endrunde des Finales ein, einen weiteren Finalplatz vergab die Jury.
| Duell | Startnr. | Interpret  | Lied              | Juryvoting | Juryvoting | Juryvoting | Juryvoting | Juryvoting | Juryvoting | Fokusgruppe |
| Duell | Startnr. | Interpret  | Lied              | A.A.       | E.H.       | K.P.       | I.L.       | R.D.       | S.M.       | Fokusgruppe |
| ----- | -------- | ---------- | ----------------- | ---------- | ---------- | ---------- | ---------- | ---------- | ---------- | ----------- |
| 1     | 1        | Mika Moshe | Naari Shoveh Elay | Nein       | Ja         | Ja         | Nein       | Ja         | Ja         | 64 %        |
| 1     | 2        | Or Cohen   | Pri Gankha        | Ja         | Ja         | Ja         | Ja         | Ja         | Ja         | 83 %        |
| 2     | 3        | Dor Shimon | Hayiti BeGan Eden | Ja         | Ja         | Nein       | Ja         | Ja         | Nein       | 64 %        |
| 2     | 4        | Eden Golan | I Have Nothing    | Ja         | Ja         | Ja         | Ja         | Ja         | Ja         | 79 %        |

 Kandidat hat sich für die Endrunde qualifiziert
 Kandidat wurde durch die Jury „gerettet“

### Endrunde
| Platz | Startnr. | Interpret  | Lied                         | Jury | Zuschauer | Gesamt |
| ----- | -------- | ---------- | ---------------------------- | ---- | --------- | ------ |
| 1.    | 3        | Eden Golan | I Don’t Want to Miss a Thing | 68   | 85        | 153    |
| 2.    | 2        | Or Cohen   | Crazy                        | 64   | 71        | 135    |
| 3.    | 1        | Mika Moshe | Bo                           | 48   | 25        | 73     |